# Cangey
Cangey est une commune française du département d'Indre-et-Loire, en région Centre-Val de Loire.
C'est l'une des dix communes viticoles de l'aire d'appellation d'origine contrôlée (AOC) « Touraine-amboise ».

## Géographie

### Localisation et paysages
Cangey se situe dans la vallée de la Cisse, au pied du coteau nord de la Loire. 
Son bourg se situe en bas de ce coteau, alors qu'une partie des habitations se situent sur le plateau surplombant la vallée.

### Hydrographie

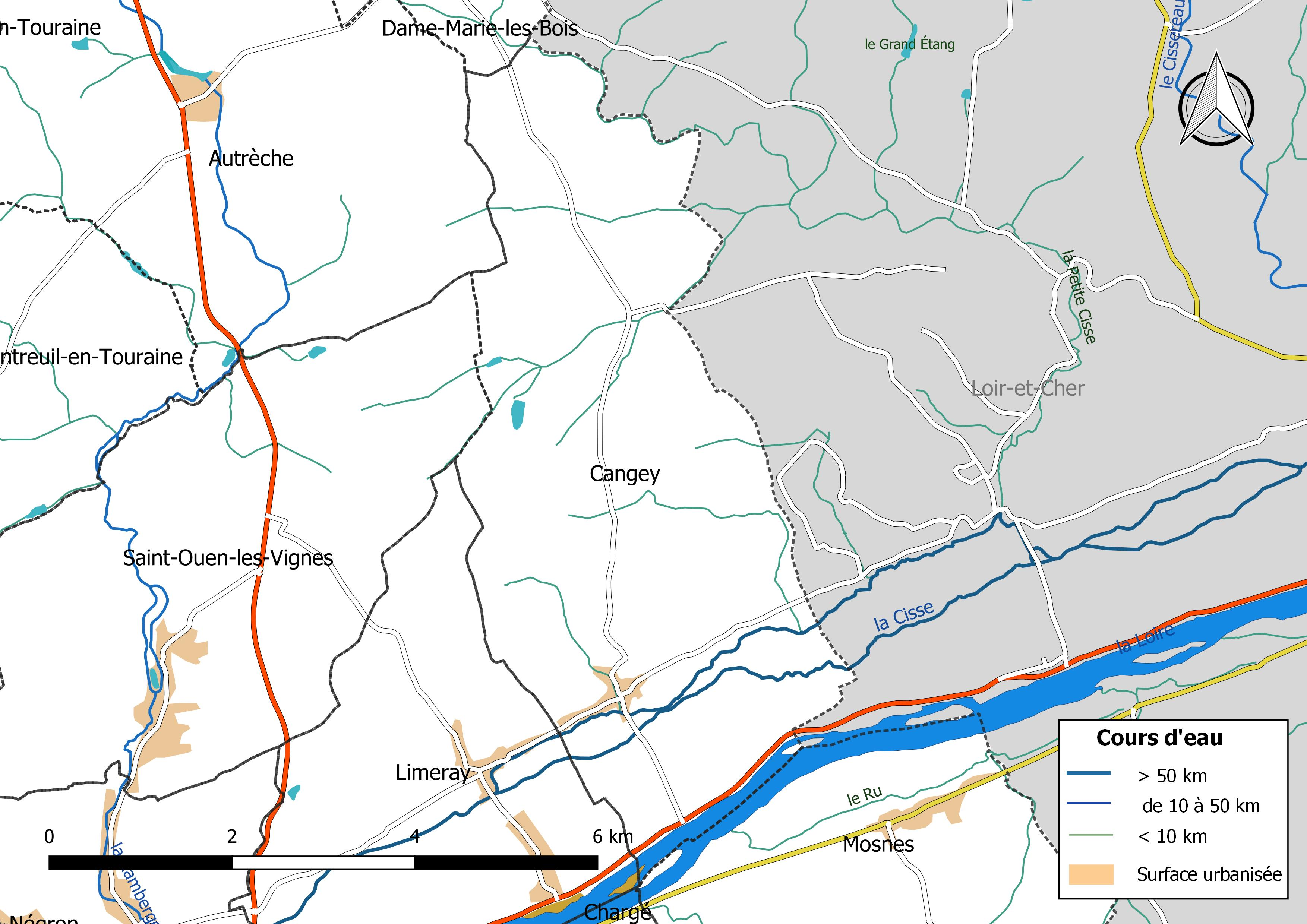
Réseau hydrographique de Cangey.

La commune est bordée sur son flanc sud par la Loire (0,324 km) et traversée par la Cisse (3,644 km), qui s'écoule parallèlement à la Loire. Le réseau hydrographique communal, d'une longueur totale de 26,58 km, comprend en outre divers petits cours d'eau,.
Le cours de la Loire s’insère dans une large vallée qu’elle a façonnée peu à peu depuis des milliers d’années. Elle traverse d'est en ouest le département d'Indre-et-Loire depuis Mosnes jusqu'à Candes-Saint-Martin, avec un cours large et lent. La Loire présente des fluctuations saisonnières de débit assez marquées. Sur le plan de la prévision des crues, la commune est située dans le tronçon de la Loire orléanaise, qui court entre la sortie de Sully-sur-Loire (Loiret et la sortie de Nazelles-Négron, dont la station hydrométrique de référence la plus proche est située à Blois. Le débit mensuel moyen (calculé sur 156 ans pour cette station) varie de 118 m3/s au mois d'août  à 583 m3/s au mois de février. Le débit instantané maximal observé sur cette station est de 3 050 m3/s et s'est produit le 9 décembre 2003, la hauteur maximale relevée a été de 5,05 m le 11 janvier 1982,. Sur le plan piscicole, la Loire est également classée en deuxième catégorie piscicole.
La Cisse, d'une longueur totale de 87,7 km, prend sa source à Rhodon en Loir-et-Cher,  et se jette dans la Loire à Vouvray, après avoir traversé 28 communes. La station hydrométrique de Nazelles-Négron permet de caractériser les paramètres hydrométriques de la Cisse. Le débit mensuel moyen (calculé sur 21 ans pour cette station) varie de 0,99 m3/s au mois d'août  à 4,22 m3/s au mois de janvier. Le débit instantané maximal observé sur cette station est de 29 m3/s le 28 décembre 1999, la hauteur maximale relevée a été de 1,85 m le 5 juin 2016,.
Ce cours d'eau est classé dans les listes 1 et 2 au titre de l'article L. 214-17 du code de l'environnement sur le Bassin Loire-Bretagne. Au titre de la liste 1, aucune autorisation ou concession ne peut être accordée pour la construction de nouveaux ouvrages s'ils constituent un obstacle à la continuité écologique et le renouvellement de la concession ou de l'autorisation des ouvrages existants est subordonné à des prescriptions permettant de maintenir le très bon état écologique des eaux. Au titre de la liste 2, tout ouvrage doit être géré, entretenu et équipé selon des règles définies par l'autorité administrative, en concertation avec le propriétaire ou, à défaut, l'exploitant,. 
Sur le plan piscicole, la Cisse est classée en deuxième catégorie piscicole. Le groupe biologique dominant est constitué essentiellement de poissons blancs (cyprinidés) et de carnassiers (brochet, sandre et perche).
Deux zones humides ont été répertoriées sur la commune par la direction départementale des territoires (DDT) et le conseil départemental d'Indre-et-Loire : « l'étang du Grand Bourot » et « la vallée de la Loire de Mosnes à Candes-Saint-Martin »,.

### Communes limitrophes
Mosnes et Chargé sont en rive gauche de la Loire. Cangey ne jouxte Chargé que par la pointe de l'angle à l'extrême sud de la commune.

### Climat
Pour des articles plus généraux, voir Climat du Centre-Val de Loire et Climat d'Indre-et-Loire.
En 2010, le climat de la commune est de type climat océanique dégradé des plaines du Centre et du Nord, selon une étude du CNRS s'appuyant sur une série de données couvrant la période 1971-2000. En 2020, Météo-France publie une typologie des climats de la France métropolitaine dans laquelle la commune est exposée à un climat océanique altéré et est dans la région climatique Moyenne vallée de la Loire, caractérisée par une bonne insolation (1 850 h/an) et un été peu pluvieux.
Pour la période 1971-2000, la température annuelle moyenne est de 11,3 °C, avec une amplitude thermique annuelle de 14,8 °C. Le cumul annuel moyen de précipitations est de 698 mm, avec 11 jours de précipitations en janvier et 7,1 jours en juillet. Pour la période 1991-2020, la température moyenne annuelle observée sur la station météorologique de Météo-France la plus proche, sur la commune de Limeray à 2 km à vol d'oiseau, est de 12,2 °C et le cumul annuel moyen de précipitations est de 670,2 mm,. Pour l'avenir, les paramètres climatiques de la commune estimés pour 2050 selon différents scénarios d'émission de gaz à effet de serre sont consultables sur un site dédié publié par Météo-France en novembre 2022.

## Urbanisme

### Typologie
Au 1er janvier 2024, Cangey est catégorisée commune rurale à habitat dispersé, selon la nouvelle grille communale de densité à sept niveaux définie par l'Insee en 2022.
Elle appartient à l'unité urbaine de Tours, une agglomération intra-départementale regroupant 38  communes, dont elle est une commune de la banlieue,,. La commune est en outre hors attraction des villes,.

### Occupation des sols
L'occupation des sols de la commune, telle qu'elle ressort de la base de données européenne d’occupation biophysique des sols Corine Land Cover (CLC), est marquée par l'importance des territoires agricoles (77,9 % en 2018), en diminution par rapport à 1990 (79,2 %). La répartition détaillée en 2018 est la suivante : 
terres arables (46,8 %), forêts (16,8 %), zones agricoles hétérogènes (13,2 %), prairies (12,5 %), cultures permanentes (5,4 %), zones urbanisées (3,3 %), eaux continentales (1,6 %), milieux à végétation arbustive et/ou herbacée (0,4 %). L'évolution de l’occupation des sols de la commune et de ses infrastructures peut être observée sur les différentes représentations cartographiques du territoire : la carte de Cassini (XVIIIe siècle), la carte d'état-major (1820-1866) et les cartes ou photos aériennes de l'IGN pour la période actuelle (1950 à aujourd'hui).

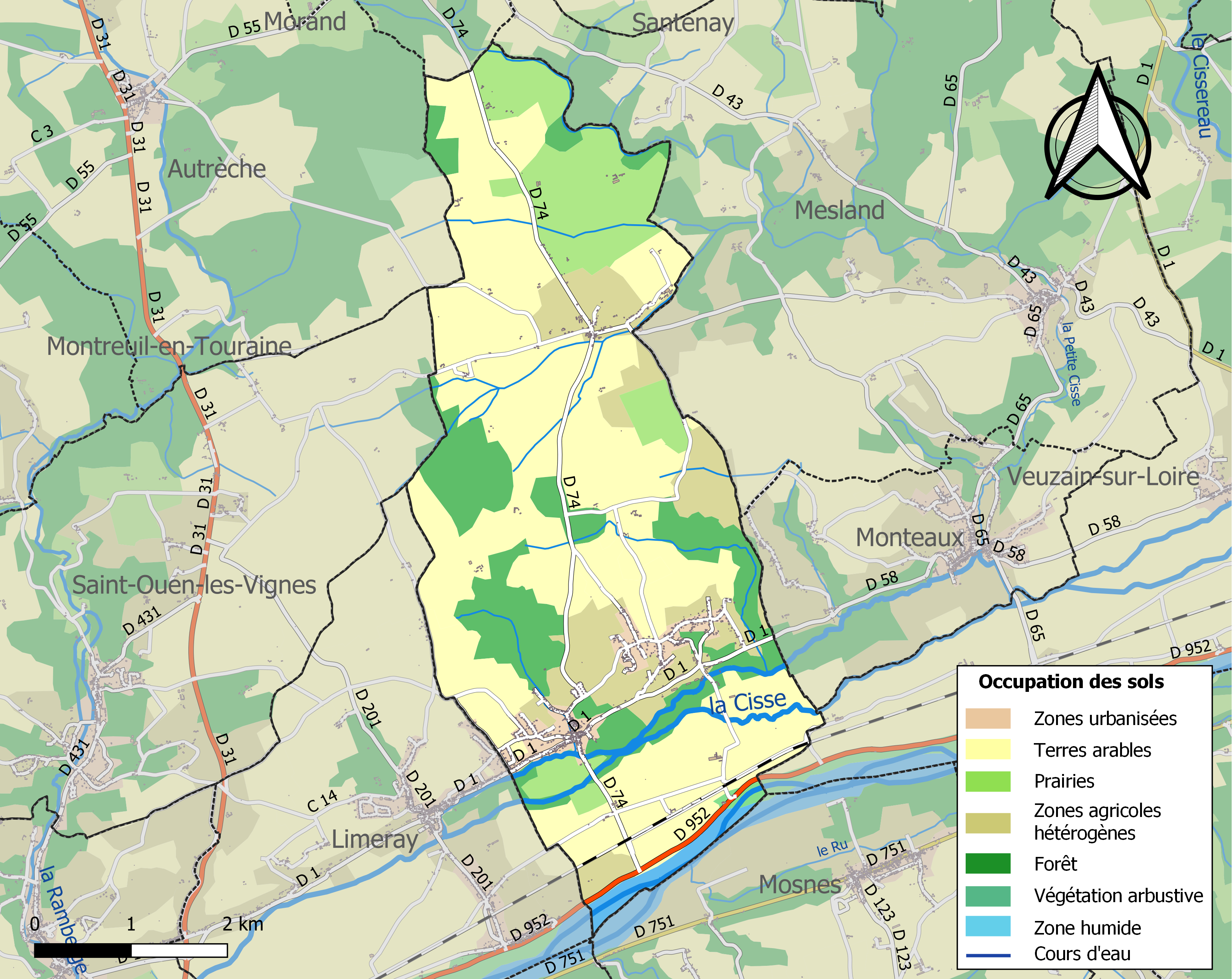
Carte des infrastructures et de l'occupation des sols de la commune en 2018 (CLC).

### Risques majeurs
Le territoire de la commune de Cangey est vulnérable à différents aléas naturels : météorologiques (tempête, orage, neige, grand froid, canicule ou sécheresse), inondations et séisme (sismicité très faible). Un site publié par le BRGM permet d'évaluer simplement et rapidement les risques d'un bien localisé soit par son adresse soit par le numéro de sa parcelle.
Certaines parties du territoire communal sont susceptibles d’être affectées par le risque d’inondation par débordement de cours d'eau, notamment la Cisse et la Loire. La commune a été reconnue en état de catastrophe naturelle au titre des dommages causés par les inondations et coulées de boue survenues en 1999,.

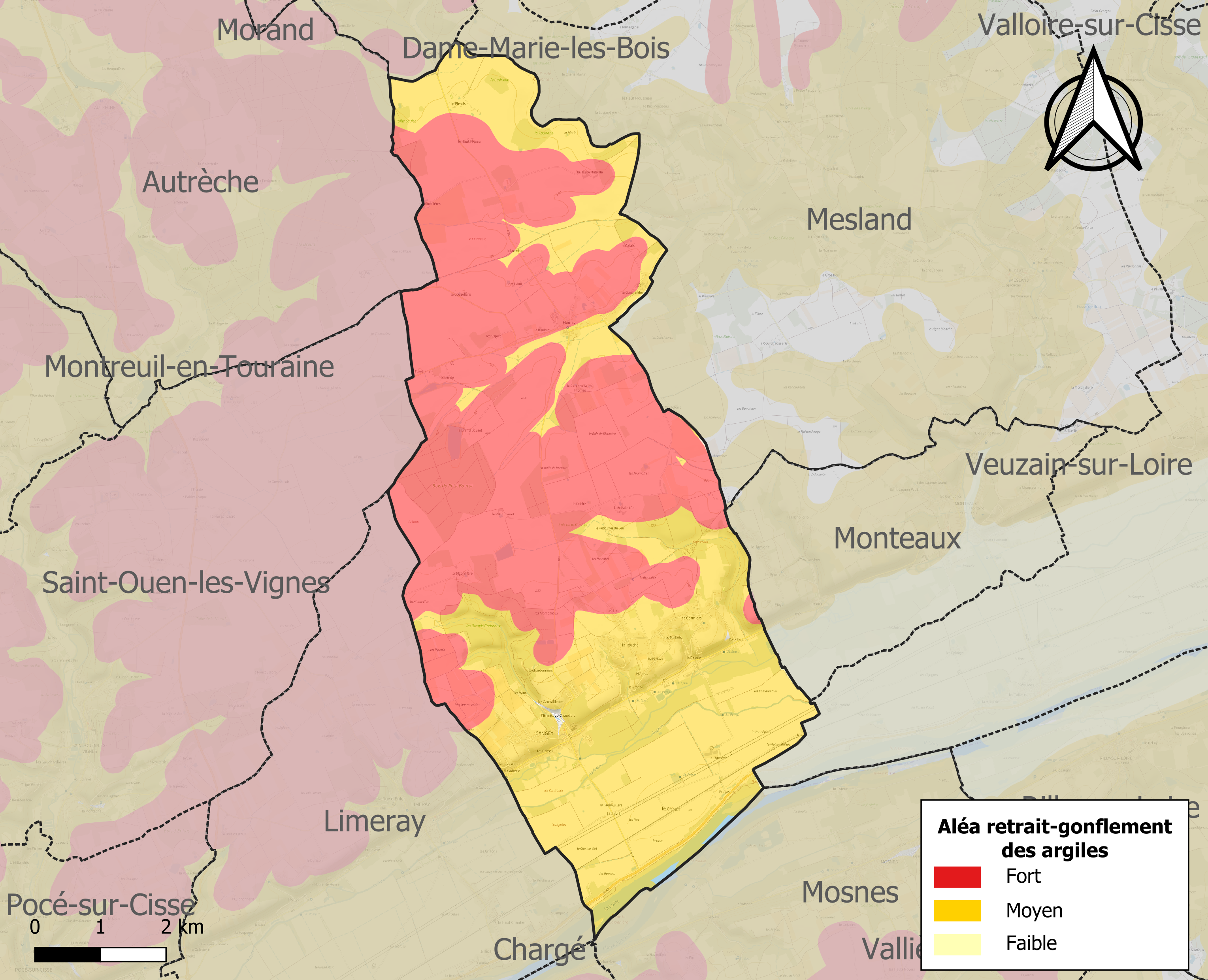
Carte des zones d'aléa retrait-gonflement des sols argileux de Cangey.

Le retrait-gonflement des sols argileux est susceptible d'engendrer des dommages importants aux bâtiments en cas d’alternance de périodes de sécheresse et de pluie. 99,7 % de la superficie communale est en aléa moyen ou fort (90,2 % au niveau départemental et 48,5 % au niveau national). Sur les 498 bâtiments dénombrés sur la commune en 2019, 489 sont en aléa moyen ou fort, soit 98 %, à comparer aux 91 % au niveau départemental et 54 % au niveau national. Une cartographie de l'exposition du territoire national au retrait gonflement des sols argileux est disponible sur le site du BRGM,.
Concernant les mouvements de terrains, la commune a été reconnue en état de catastrophe naturelle au titre des dommages causés par des mouvements de terrain en 1999.

## Histoire
- En 1143, Sulpice II d'Amboise bat Geoffroy, comte de Vendome, et le fait prisonnier ainsi que sept de ses chevaliers. La bataille a eu lieu au lieu-dit Bataillou.
- En 1822, Cangey a absorbé la commune de Fleuray, au nord.
- Pendant la Seconde Guerre mondiale, le château de Cangey a accueilli certains services du ministère de l'armée de l'air.

## Population et société

### Démographie
L'évolution du nombre d'habitants est connue à travers les recensements de la population effectués dans la commune depuis 1793. Pour les communes de moins de 10 000 habitants, une enquête de recensement portant sur toute la population est réalisée tous les cinq ans, les populations de référence des années intermédiaires étant quant à elles estimées par interpolation ou extrapolation. Pour la commune, le premier recensement exhaustif entrant dans le cadre du nouveau dispositif a été réalisé en 2004.

En 2022, la commune comptait 1 030 habitants, en évolution de −3,56 % par rapport à 2016 (Indre-et-Loire : +1,67 %, France hors Mayotte : +2,11 %).
| 1793 | 1800 | 1806 | 1821 | 1831 | 1836 | 1841 | 1846 | 1851 |
| ---- | ---- | ---- | ---- | ---- | ---- | ---- | ---- | ---- |
| 521  | 524  | 620  | 603  | 779  | 814  | 768  | 814  | 823  |

| 1856 | 1861 | 1866 | 1872 | 1876 | 1881 | 1886 | 1891 | 1896 |
| ---- | ---- | ---- | ---- | ---- | ---- | ---- | ---- | ---- |
| 811  | 820  | 824  | 796  | 794  | 813  | 866  | 887  | 800  |

| 1901 | 1906 | 1911 | 1921 | 1926 | 1931 | 1936 | 1946 | 1954 |
| ---- | ---- | ---- | ---- | ---- | ---- | ---- | ---- | ---- |
| 779  | 777  | 760  | 723  | 750  | 717  | 683  | 657  | 678  |

| 1962 | 1968 | 1975 | 1982 | 1990 | 1999 | 2004 | 2006  | 2009  |
| ---- | ---- | ---- | ---- | ---- | ---- | ---- | ----- | ----- |
| 645  | 631  | 542  | 631  | 722  | 773  | 985  | 1 024 | 1 067 |

| 2014  | 2019  | 2022  | - | - | - | - | - | - |
| ----- | ----- | ----- | - | - | - | - | - | - |
| 1 075 | 1 051 | 1 030 | - | - | - | - | - | - |

### Enseignement
Cangey se situe dans l'Académie d'Orléans-Tours (Zone B) et dans la circonscription d'Amboise.
Une école primaire publique accueille les élèves de la commune.

## Politique et administration
| Période                                  | Période  | Identité         | Étiquette | Qualité                     |
| ---------------------------------------- | -------- | ---------------- | --------- | --------------------------- |
| mars 2001                                | 2014     | Georges Renaud   |           |                             |
| mars 2014                                | 2020     | Huguette Delaine | SE        | Retraitée de l'enseignement |
| 2020                                     | En cours | Yves Rosse       |           |                             |
| Les données manquantes sont à compléter. |          |                  |           |                             |

## Culture locale et patrimoine

### Lieux et monuments
La commune de Cangey dispose d'une église située dans le bourg juste à côté de l’école, de plus elle a gardé intact le lavoir des bords de Cisse situé à l'entrée du village et qui a été utilisé fut un temps par les femmes de la commune. Il a été récemment remis en état.
La pierre de David est elle aussi un des patrimoines de Cangey, en plus de son château et de ses nombreux sentiers pédestres.
La commune est inscrite au patrimoine de l'UNESCO.